# Südwestbank

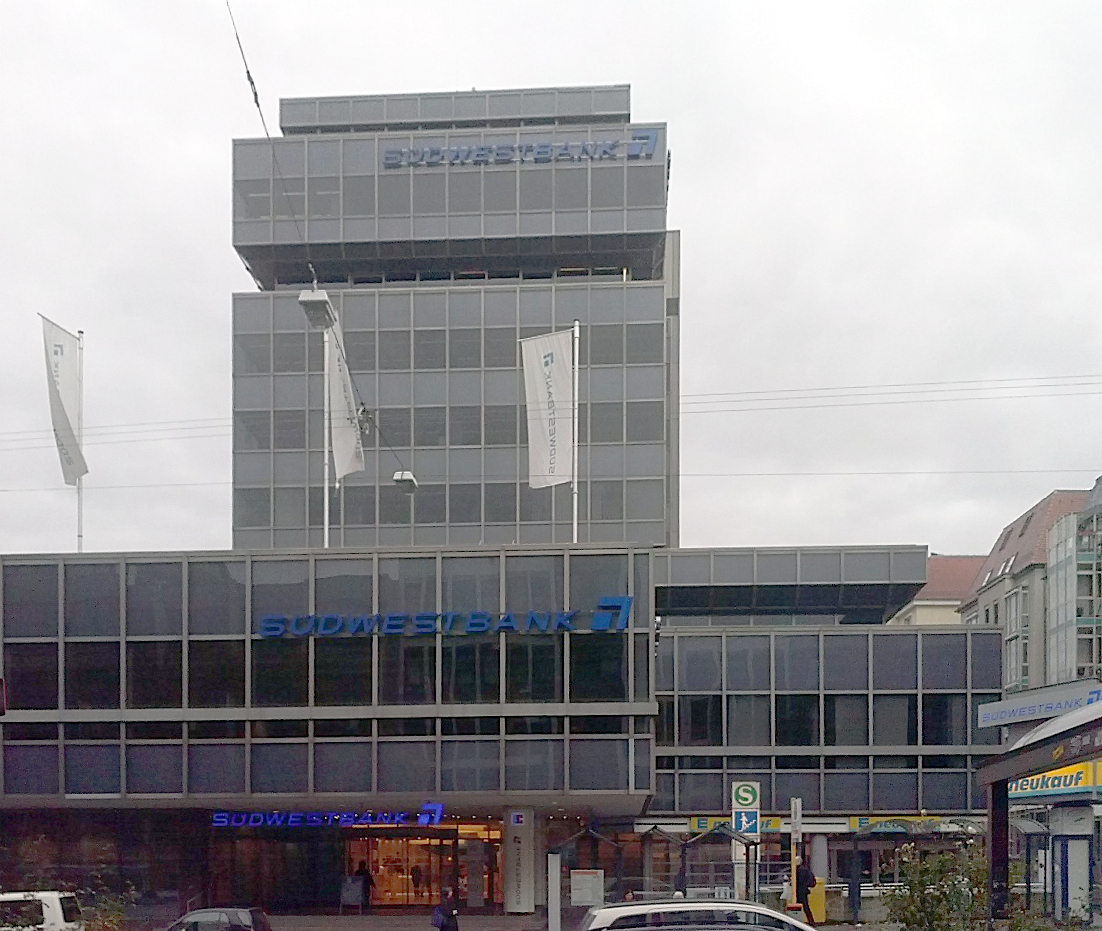
Bis 2024 befand sich der Hauptsitz der SÜDWESTBANK in Stuttgart-West

Die Südwestbank - BAWAG AG Niederlassung Deutschland (Eigenschreibweise: SÜDWESTBANK) ist ein Finanzinstitut mit Sitz in Stuttgart und Filialen in Baden-Württemberg. Über digitale Vertriebskanäle baut sie ihr Geschäftsgebiet deutschlandweit aus. Ihre Eigentümerin ist seit 2017 die österreichische Bawag P.S.K. Die Südwestbank wurde 1922 gegründet.

## Geschichte
Die Südwestbank wurde ursprünglich 1922 als Württembergische Landwirtschaftsbank GmbH in Stuttgart gegründet. Im Jahr 1954 wurde sie als Südwestdeutsche Landwirtschaftsbank GmbH fortgeführt. Ab dem Jahr 1964 firmierte sie als Südwestbank GmbH. Durch Wechsel der Rechtsform wurde 1970 hieraus die Südwestbank AG. Organisatorisch war die Bank an den Bundesverband der Deutschen Volksbanken und Raiffeisenbanken (BVR) angebunden. Der Haupteigentümer war die DZ Bank.
Im Jahr 2004 kaufte die Santo Holding (Deutschland) GmbH von Andreas und Thomas Strüngmann den Anteil der DZ Bank von 89,6 %. In der Folge schied die Südwestbank aus dem Verbund der Genossenschaftsbanken aus und trat am 1. Januar 2005 dem Bundesverband deutscher Banken sowie dessen Einlagensicherungsfonds bei. Im Frühjahr 2008 wurde ihr Vorstandssprecher entlassen und die Strategie auf vermögende Privatkunden umgestellt. Anfang 2010 gab die Santo Holding (Deutschland) GmbH ihren Anteil von nunmehr 94 % an die Santo Vermögensbeteiligung GmbH ab. Durch eine Eigenkapitalzuführung in Höhe von 386 Mio. Euro der Eigentümer hat sich das Eigenkapital der Südwestbank zum Ende des Jahres 2013 mehr als verdoppelt. Am 25. August 2016 erhielt die Südwestbank von der Bundesanstalt für Finanzdienstleistungsaufsicht die Erlaubnis zur Emission von Pfandbriefen. Die mittelständische Regionalbank ist damit von nun an auch Pfandbriefbank und zählt zu den vier Prozent der deutschen Banken, die Pfandbriefbanken sind.
2017 übernahm die österreichische Bank Bawag P.S.K. die Südwestbank von den bisherigen Eigentümern Andreas und Thomas Strüngmann. Seit Ende Februar 2021 führt sie ihre Geschäfte als Südwestbank – BAWAG AG Niederlassung Deutschland – als deutsche Zweigniederlassung der BAWAG P.S.K. Ebenfalls 2021 verkaufte die Südwestbank ihre Immobilie in der Rotebühlstraße. 2024 erfolgte der Umzug des Hauptsitzes in die Büchsenstraße.

## Tochtergesellschaften
Anfang 2015 gründete die Südwestbank mit der SWB Immowert GmbH eine Tochtergesellschaft, die sich auf den Erwerb von Immobilien als stabile Kapitalanlage spezialisiert hat.

## Produktpartner
Die Südwestbank arbeitet mit einer Vielzahl von Produktpartnern zusammen, unter anderem: Allianz, Allianz Global Investors, Bausparkasse Schwäbisch Hall, DZ PRIVATBANK S.A.,  equinet, Flossbach von Storch, GEFA Bank, Kloepfel Consulting, Münchener Hypothekenbank, R+V Versicherung, Süddeutsche Krankenversicherung, Targo Commercial Finance, Union Investment, UVW-Leasing, DZ Hyp, Württembergische Lebensversicherung.
Seit dem 1. April 2004 ist die Südwestbank Mitglied im Cashpool mit über 3.000 Geldautomaten in Deutschland.

## Technik
Die Südwestbank ist dem genossenschaftlichen Rechenzentrum der Atruvia angeschlossen und nutzt als Kernbankensystem deren Software agree21.